# Championnat d'Irlande du Nord de football 1958-1959
Navigation
Édition précédente Édition suivante
Le 58e Championnat d'Irlande du Nord de football se déroule en 1958-1959. Linfield FC remporte le titre de champion d’Irlande du Nord. C’est son vingt-quatrième titre de champion.
Avec 26 buts marqués,  l’anglais Jackie Milburn de Linfield FC remporte le titre de meilleur buteur de la compétition pour la deuxième année consécutive.

## Les 12 clubs participants
- Ards Football Club
- Bangor Football Club
- Ballymena United Football Club
- Cliftonville Football Club
- Coleraine Football Club
- Crusaders Football Club
- Derry City Football Club
- Distillery Football Club
- Glenavon Football Club
- Glentoran Football Club
- Linfield Football Club
- Portadown Football Club

## Classement
| Rang | Équipe           | Pts | J  | G  | N | P  | Bp | Bc | Diff |
| ---- | ---------------- | --- | -- | -- | - | -- | -- | -- | ---- |
| 1    | Linfield FC      | 34  | 22 | 17 | 0 | 5  | 69 | 27 | +42  |
| 2    | Glenavon FC      | 31  | 22 | 14 | 3 | 5  | 66 | 32 | +34  |
| 3    | Glentoran FC     | 27  | 22 | 11 | 5 | 6  | 56 | 41 | +15  |
| 4    | Portadown FC     | 26  | 22 | 12 | 2 | 8  | 60 | 35 | +25  |
| 5    | Ballymena United | 26  | 22 | 12 | 2 | 8  | 51 | 46 | +5   |
| 6    | Crusaders FC     | 25  | 22 | 10 | 5 | 7  | 46 | 40 | +6   |
| 7    | Ards FC          | 23  | 22 | 10 | 3 | 9  | 53 | 51 | +2   |
| 8    | Coleraine FC     | 22  | 22 | 9  | 4 | 9  | 47 | 45 | +2   |
| 9    | Distillery FC    | 17  | 22 | 5  | 7 | 10 | 49 | 63 | -14  |
| 10   | Bangor FC        | 14  | 22 | 6  | 2 | 11 | 30 | 47 | -17  |
| 11   | Derry City FC    | 14  | 22 | 6  | 2 | 14 | 27 | 55 | -28  |
| 12   | Cliftonville FC  | 5   | 22 | 2  | 1 | 19 | 20 | 92 | -72  |

|  | Champion d'Irlande du Nord |
|  | Relégation                 |

### Meilleur buteur
- Jackie Milburn, Linfield FC 26 buts

## Bilan de la saison
| Tableau d'Honneur                         |             |
| Compétition                               | Vainqueur   |
| Championnat d'Irlande du Nord de football | Linfield FC |
| Coupe d'Irlande du Nord de football       | Glenavon FC |

| Promotions et relégations |       |
| Relégués                  | Aucun |
| Promus                    | Aucun |